# Celebrimbor
Celebrimbor A Gyűrűk Ura című fantasy történet egy kitalált szereplője. Celebrimbor nolda származású kovács, Fëanor, a Szilmarilok készítőjének leszármazottja. A történet szerint Celebrimbor Curufin gyermeke, ő maga pedig (a megtébolyult és bizonytalan sorsú Maglort nem számítva) Fëanor királyi házának utolsó túlélője. Remek kézművesmester, aki a Három Gyűrűt kovácsolta.

## Története

### Útjának kezdete
Úgy tartják, Celebrimbor, apjához és nagyapjához társul, mikor Fëanor Középföldére vezeti a nolda, hogy visszaszerezzék a Szilmarilokat Morgothtól. Anyja, (akinek a neve ismeretlen) megtagadta a felkelésben való részvételt és Halhatatlanföldön maradt. Noha Celebrimbor követte is apját, úgy vélték, hogy temperamentuma anyjáéhoz hasonló.
Curufin először testvérével, Celegormmal élt Himlad földjén, de kényszerből elmenekültek a Váratlan Lángok csatája után (e.k. 455). Nargothrondba menekültek, unokatestvérük, Finrod Felagund erődjébe, ahol Celebrimbor is élt.

### A konfliktus
Az Izzó Harag Háborúja, és az Első Kor vége után sok tünde tért vissza Halhatatlanföldre, de Celebrimbor azok között volt, akik maradtak. Kelet felé keresett új lakhelyet magának, ahol egy csapat nolda tündével, köztük Finrod nővérével, Galadriellel, és férjével, Celebornnal találkozott. M. k. 750-ben Eregionban telepedtek le, a Ködhegység lábánál. Azért választották ezt a helyet, mert Celebrimbor megtudta, hogy a törpök egy igen értékes fémre bukkantak Khazad-dûmban, amit mithrilnek neveztek el.

### A kovácsolás mestersége
Celebrimbor volt a legnagyobb a tündekovácsok között. Összebarátkozott a kazad-dûmi törpökkel, megosztották a tehetségüket és titkaikat egymással. A törpök felvették a tündék rúnaírását, s Celebrimbor magasan képzett lett a mithril megmunkálásában.
Kiváltképp a Törp-kézművessel, Narvival kötött barátságot. Narvi készítette Durin Kapuját, ami Khazad-dûm nyugati bejárata volt, melyre Celebrimbor egy titkos írást vésett egy mithrilből előállított anyagból, ithildinből, mely csak a hold, vagy a csillagok fényét tükrözte vissza, és csak ekkor volt látható.
Szintén Celebrimbor készíthette az Elessart, ami egy tiszta, zöld színű kővel kirakott, sas alakú ezüstbross. Galadrielnek adta, aki később Aragornnak. A történet szerint Celebrimbor szerelmes volt Galadrielbe. Egy másik történet szerint még az Első Korban csinált egy Elessart, ami Erendilnél kötött ki.

### A Hatalom Gyűrűi
A történet egyik verziója szerint Szauron meggyőzte Celebrimbort, hogy indítson felkelést Galadriel ellen, aki elhagyta Eregiont és Lothlorienbe ment 1350 és 1400 között. Noha sehol máshol nincs ennek a felkelésnek bármilyen említése.
Szauron irányítása alatt Celebrimbor és a Tünde kovácsok 1500 körül elkezdték elkészíteni a Hatalom Gyűrűit. Hét gyűrűt kovácsoltak, és Szauron segítségével kilencet. 1590 körül Celebrimbor egymaga megcsinálta a Három Gyűrűt, Naryát, Nenyát és Vilyát.
1600 körül Szauron megalkotta az Egy Gyűrűt, hogy uralkodhasson a Hatalom Gyűrűin. Még a Három Gyűrű is célpontja volt a Egynek, mert Celebrimbor Szauron képességeit használva készítette azokat. Amikor Szauron felhúzta az Egy Gyűrűt, Celebrimbor észrevette, hogy tévedett.
Tanácskozott Galadriellel, hogy mit is tegyenek a Három Gyűrűvel. Nem tudták rávenni magukat, hogy elpusztítsák, így megállapodtak, hogy elrejtik azokat. 1693-ban Celebrimbor, Galadrielnek adta Nenyát, Naryát és Vilyát pedig Gil-galadnak küldte, Lindonba.
Ez feldühítette Szauront és háborút indított a Tündék ellen. Serege megostromolta Eregiont és átütötte a külső védelmi vonalát 1697-ben. Celebrimbor szembe került Szauronnal Mirdain Házának lépcsőin, és fogságba esett. Szauron addig kínozta, míg elárulta a Hét Gyűrű hollétét, de Celebrimbor megtagadta elmondani, hogy hol van a Három.

### A megpróbáltatások vége
Celebrimbort orkok lenyilazták, holttestét pedig egy csontoszlopra feszítették, melyet afféle hadi zászlóként hordoztak Szauron seregei, ahogy folytatták a hadjáratot a Tündék ellen. Ám végül Szauront legyőzték 1701-ben és visszatért Mordorba.